# Wutaishan
Wutaishan (kinesiska: 五台山; pinyin: Wǔtái Shān), på svenska De fem tornens berg, är ett berg beläget i häradet Wutai i  Shanxi-provinsen i norra Kina. Det är ett av den kinesiska buddhismens fyra heliga berg och hyser många av Kinas viktigaste kloster och tempel. Wutaishans kulturarv består av 53 kloster som fick status som världsarv 2009.
De övriga tre bergen är Emeishan, Jiuhuashan och Putuoshan, och vart och ett av dem ses som en av de fyra stora bodhisattvornas boning eller tempel (dàocháng, 道場).
Wutaishan betraktas som hemmet till Wenshu hem, visdomens bodhisattva, och berget har även nära band till den tibetanska buddhismen.
Berget har fått sitt namn från sin ovanliga topografi, bestående av fem rundade toppar eller "torn" (norra, södra, östra, västra och centrala), av vilka den norra, kallad Beitai Ding eller Yedou Feng, är den högsta, och även den högsta punkten i norra Kina. 
Wutaishan var det första av de fyra bergen som identifierades och omnämns ofta som det "första av de fyra stora bergen." Berget identifierades från ett avsnitt  i Avatamsaka Sutra (Ch: Húayán jīng; 華嚴經), som beskriver många bodhisattvaboningar. I avsnittet sägs Manjusri vistas på ett "klart kallt berg" i nordost. Detta fungerade som en karta för bergens identitet och dess alternativa namn "Klart kallt berg" (Ch: Qīngliáng Shān; 清涼山).
Bodhisattvan tros manifestera sig själv på berget med jämna mellanrum, vilket innebär att denne förkroppsligas som en vanlig pilgrim, munk, eller ett märkligt femfärgat moln.
På Wutaishan finns några av Kinas äldsta träbyggnader vilka överlevt sedan Tangdynastins dagar (618-907). Detta omfattar huvudhallen i Nanchanklostret och östra hallen i Fuguangklostret uppförda 782 respektive 857. De upptäcktes 1937 och 1938 av ett lag arkitekturhistoriker med bland andra den kända 1900-tals historikern Liang Sicheng. Den arkitektoniska designen av dessa byggnader har sedan dess studerats av ledande sinologer och experter på traditionell kinesiskt arkitektur, såsom Nancy Steinhardt. Steinhardt klassificerade byggnaderna efter halltypen återgivna i Yingzao Fashi, en kinesisk byggnadsmanual skriven på 1100-talet.
2009 hoppades myndigheterna att helgedomen på Wutaishan skulle tas i övervägande som ett världsarv. Lokalbefolkningen har dock hävdat att de tvingats lämna sina hem och flyttats från deras bostadsområden inför ansökan.

## Större tempel

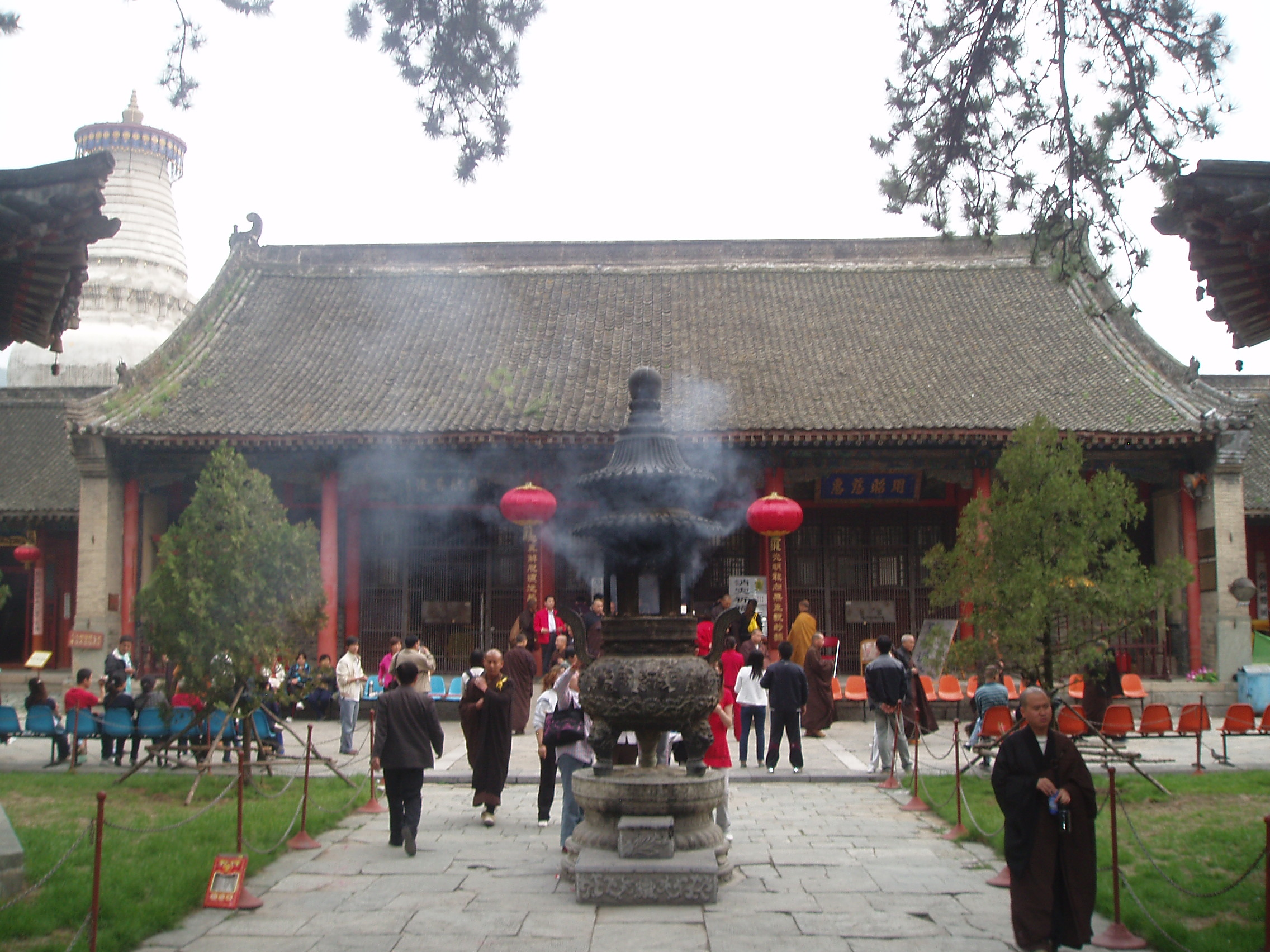
The Xiantong Temple, a major temple at Mount Wutai

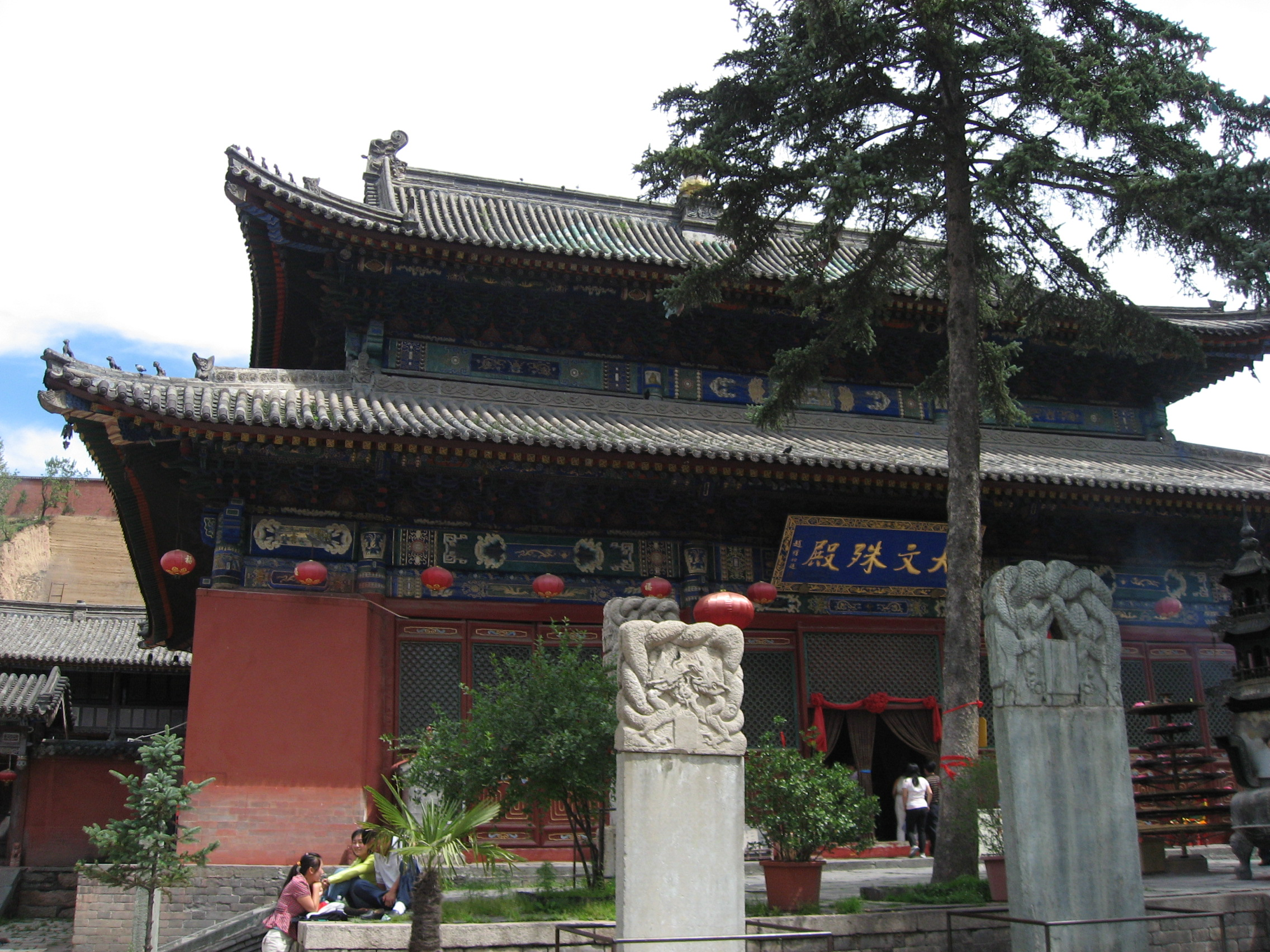
A palace hall at Mount Wutai

Nanshantemplet (kinesiska: 南山寺) är ett stort tempel på berget, först uppfört under Yuandynastin. Hela templet omfattar sju terrasser indelade i tre delar. De lägre tre terrasserna är namngivna Jiletemplet (极乐寺); den mittersta Shandehallen (善德堂); de övre tre Youguotemplet (佑国寺). Andra större tempel är bland andra Xiantongtemplet, Tayuantemplet och Pusadingtemplet.
Andra viktiga tempel på Wutaishan är: Shouningtemplet, Bishantemplet, Puhuatemplet, Dailuo Ding, Qixiantemplet, Shifang Tang, Shuxiangtemplet, Guangzongtemplet, Yuanzhaotemplet, Guanyin Dong, Longquantemplet, Luomuhoutemplet, Jingetemplet, Zhenhaitemplet, Wanfo Ge, Guanhaitemplet, Zhulintemplet, Jifutemplet, Gufotemplet, etc.
Tempel på Wutaishan är: Yanqingtemplet, Nanchantemplet, Mimitemplet, Foguangtemplet, Yanshan Temple, Zunshengtemplet, Guangjitemplet, etc.

## Galleri

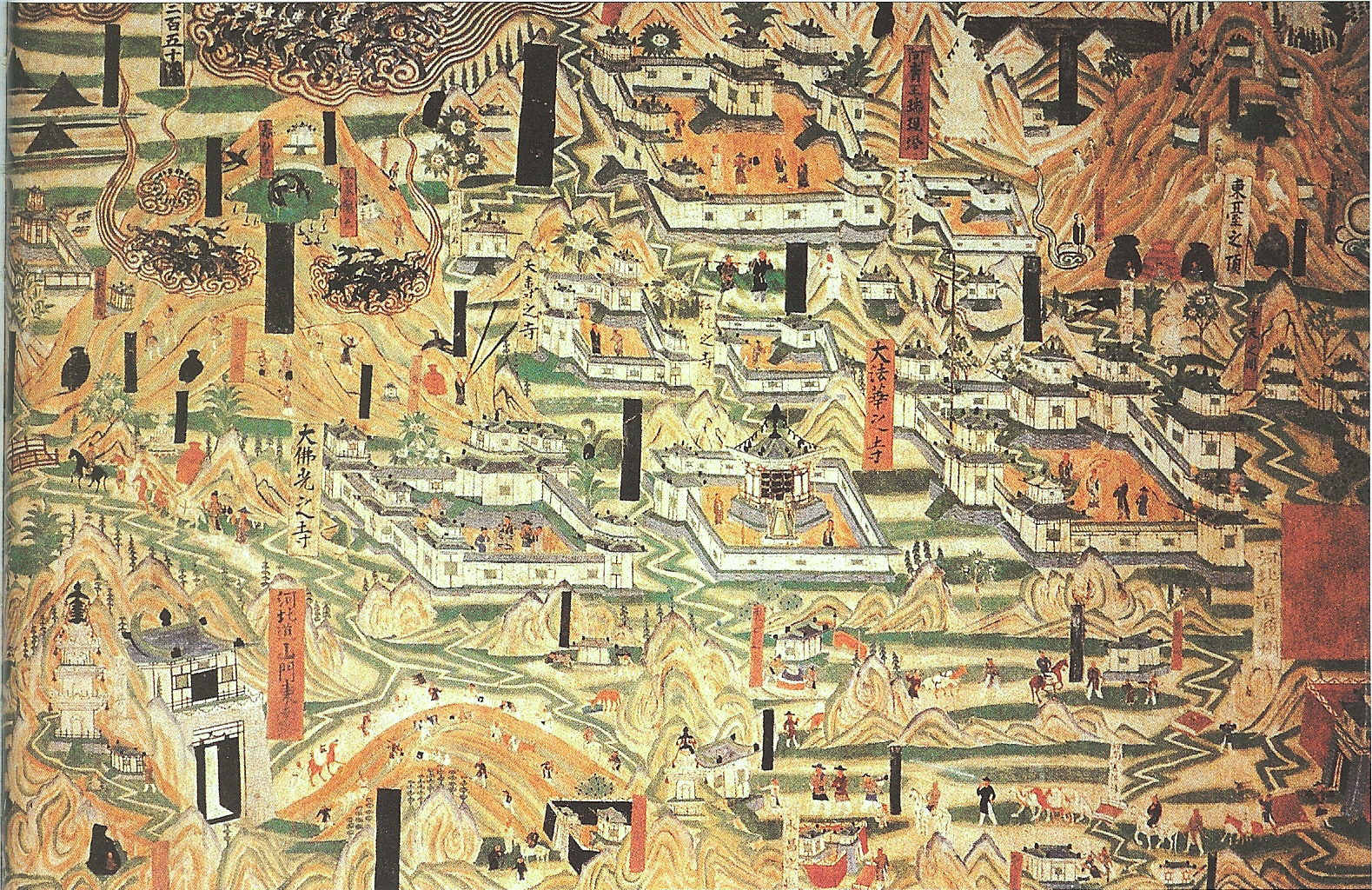
En muralmålning från grotta 61 i Mogaogrottorna som avbildar kloster på Wutaishan.
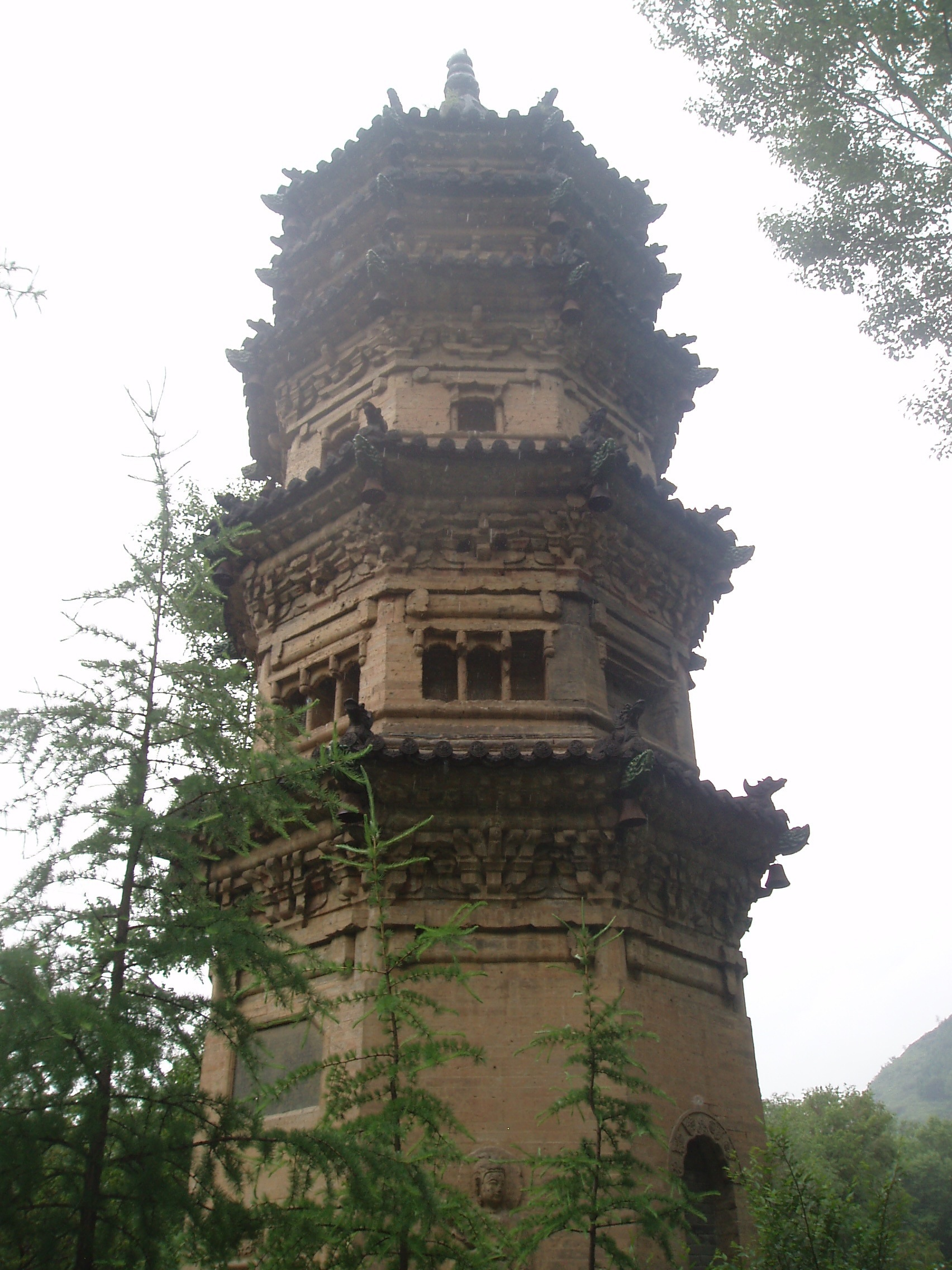
Lingfengtemplets pagod
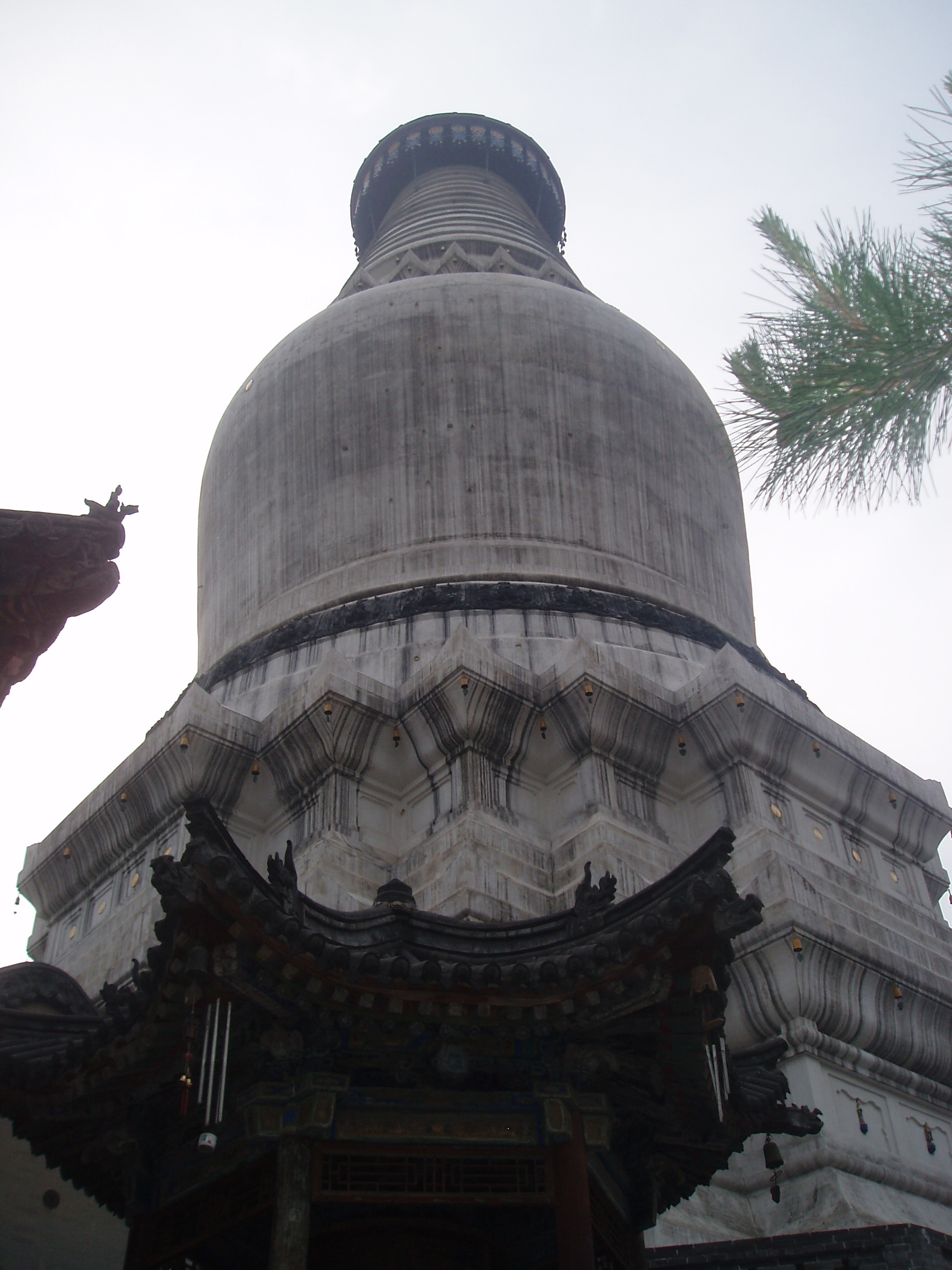
Sarirastupan på Tayuantemplet, uppförd 1582 under Mingdynastin
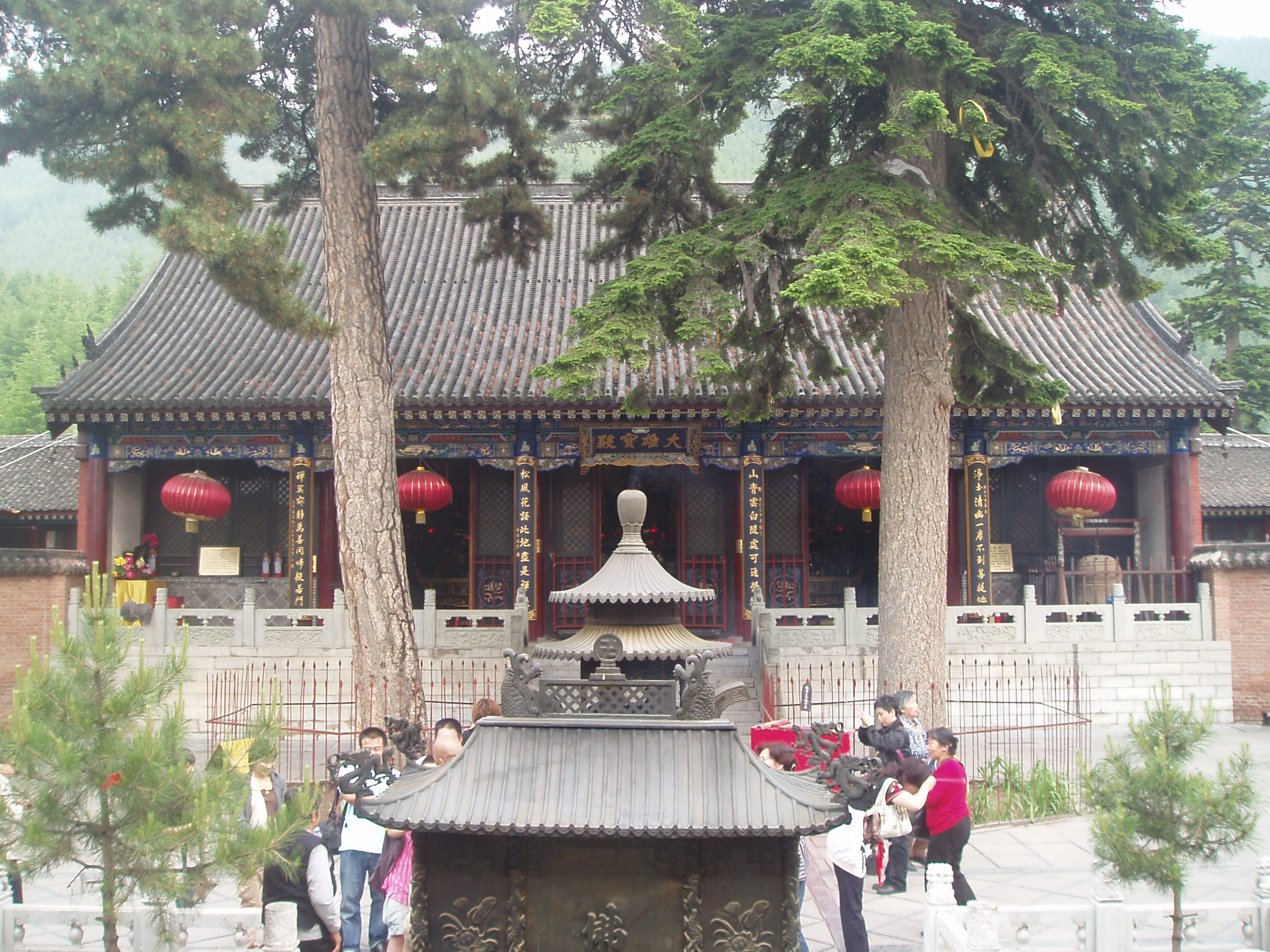
Dailuodingtemplet